# عصر النار والحصى
}
عصر النار والحصى هو كتاب للسياسي إغناتيوس ل. دونيلي، نُشر لأول مرة في عام 1883، وهو مصاحب للعمل الأكثر شهرة أتلانتس: العالم الأنتيدلوفيني

## حجج المؤلف
يجادل دونلي بأن مذنبًا هائلاً ضرب الأرض منذ 12000 عام، مما أدى إلى انتشار الحرائق والفيضانات والغازات السامة والشتاء طويل الأمد، دمرت الكارثة حضارة أكثر تقدمًا، وأجبرت سكانها المذعورين على البحث عن مأوى في الكهوف كسكان الكهوف، فقدوا كل المعرفة بالفن والأدب والموسيقى والفلسفة والهندسة.
ويستشهد كدليل على شقوق بعمق 900 قدم تشع إلى الخارج من البحيرات العظمى وتمتد لأميال عديدة، وهو يعترف بأنه تم اقتراح أن الصفائح الجليدية تسببت في حدوث هذه التشققات، لكنه أشار إلى أن هذا التفسير غير محتمل، وشبهها بدلاً من ذلك بـ «شقوق في نافذة تعرضت لحجر».
ويتساءل: إذا كان بإمكان الصفائح الجليدية إحداث مثل هذه الشقوق، فلماذا لم يتم العثور على شقوق مماثلة في أي مكان آخر على الكرة الأرضية؟ ويضيف إلى ذلك مناقشة حول الصخور السطحية في مدينة نيويورك، والتي يبدو أنها خضعت لتغير كيميائي جذري كما لو أنها تعرضت لحرارة وضغط هائلين، على الأرجح في حالة اصطدام مذنب بالأرض، إنه يستبعد النظريات الأخرى التي يمكن أن تسببت في ذلك، مثل حمض النيتريك والأمطار الدافئة، بالقول إن هذا حادث منعزل، في حين أن الأمطار الدافئة يمكن أن تحدث في أي زمان ومكان ولا يوجد دليل أثري على أصل حمض النيتريك.
يشير إلى العديد من الأساطير من مختلف الثقافات، مثل الزرادشتية، البكتية، الهندوسية، واليونانية القديمة، كلها توحي بوجود مذنب يضرب الأرض، والأرض تشتعل فيها النيران، والغازات السامة تخنق الناس، والفيضانات وموجات المد والجزر تغمر الأرض، كما يناقش ميل الثقافة المبكرة إلى الهيليوثية، والتي قال إنها تطورت من الامتنان للشمس، بعد أيام مرعبة عديدة بدونها.